# Bermudas en los Juegos Olímpicos de Múnich 1972
Las Bermudas estuvieron representadas en los Juegos Olímpicos de Múnich 1972 por un total de 9 deportistas masculinos que compitieron en 3 deportes.
El portador de la bandera en la ceremonia de apertura fue el regatista Kirk Cooper. El equipo olímpico bermudeño no obtuvo ninguna medalla en estos Juegos.